# Daltonia minor
Daltonia minor är en bladmossart som beskrevs av Bescherelle 1880. Daltonia minor ingår i släktet Daltonia och familjen Daltoniaceae. Inga underarter finns listade i Catalogue of Life.